# Mecodina praecipua
Mecodina praecipua là một loài bướm đêm trong họ Erebidae.